# Tørsteprøve
Tørsteprøven anvendes til at stille diagnosen diabetes insipidus. 
Inden prøven kan udføres, skal patienten faste i otte timer. Herefter starter selve prøven, hvor man opsamler urin. Hos normale vil urinudskillelsen hæmmes, at hormonet vasopressin påvirker nyrerne til en lavere urinudskillelse.
Hos patienter med diabetes insipidus vil denne hæmning ikke ske, da der er nedsat eller ophævet sekretion af hormonet.